# Hrabství Londonderry
Hrabství Londonderry či pouze Derry (anglicky County Londonderry, irsky Contae Dhoire či Doire a skotsky Coontie Lunnonderrie či Derrie) je severoirské hrabství, patřící do bývalé provincie Ulster. Sousedí s hrabstvím Tyrone na jihu, s hrabstvím Antrim na východě a s irským hrabstvím Donegal na západě. Přes Lough Neagh sousedí také s hrabstvím Armagh. Severní pobřeží omývá Atlantský oceán.
Hlavním městem hrabství je Coleraine, největším je však Londonderry s 85 016 obyvateli. Hrabství má rozlohu 2074 km² a žije v něm přibližně 247 tisíc obyvatel.
Hrabstvím protéká řeka Foyle, která tvoří přirozenou hranici s Irskem.